# Oxynoemacheilus insignis
Oxynoemacheilus insignis és una espècie de peix pertanyent a la família dels balitòrids i a l'ordre dels cipriniformes.

## Etimologia
L'epítet insignis fa referència, probablement, al seu patró de color corporal consistent en un conspicu negre marbrat.

## Descripció
Fa 12 cm de llargària màxima, encara que la més comuna és de 8.

## Hàbitat i distribució geogràfica
És un peix d'aigua dolça, bentopelàgic, no migratori i de clima subtropical (17 °C-24 °C), el qual viu a Àsia: uns pocs rierols de la conca on es troba Damasc (Síria) i uns altres 10 a la conca del riu Jordà i la mar Morta a Israel, Jordània i Síria. Sembla que també és present a Turquia. Prefereix els rierols de corrent ràpid o lent i amb substrat pedregós, fangós i amb vegetació.

## Estat de conservació
La seua àrea de distribució s'està assecant a causa de la reducció de les precipitacions a conseqüència del canvi climàtic i de l'extracció d'aigua en quantitats insostenibles, la qual cosa comporta un descens del nivell freàtic i del volum d'aigua dels rierols on viu. A més, i a nivell local, les aigües residuals domèstiques són abocades als rius directament i fan augmentar la contaminació de l'aigua. D'altra banda, moltes petites preses hi han estat construïdes i la retenció d'aigua que provoquen fa que els rierols que hi ha per sota esdevinguin secs.
Va esdevindre extint al riu Barada, però encara és present al curs superior del riu Awaj (a l'oest de Damasc) i és molt estès a les conques del riu Jordà i de la mar Morta. El creixement demogràfic, l'extracció d'aigua per als regadius i l'ús domèstic, el desenvolupament econòmic i la reducció de les pluges a causa del canvi climàtic donarà lloc a una forta minva d'aquesta espècie en les properes dècades, ja que hom calcula que experimentarà una reducció de prop del 30% en els pròxims 10 anys a causa de l'augment de la sequera a tot el seu territori.
Tot i així, i segons la Unió Internacional per a la Conservació de la Natura, no hi ha accions de conservació per a aquesta espècie ni per a la restant biodiversitat amenaçada de la zona.

## Observacions
És inofensiu per als humans i el seu índex de vulnerabilitat és baix (24 de 100).